# Herbert S. Walters

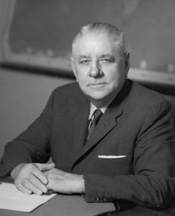
Herbert S. Walters

Herbert Sanford Walters, född  17 november 1881 i Jefferson County, Tennessee, död 17 oktober 1973 i Knoxville, Tennessee, var en amerikansk demokratisk politiker. Han representerade delstaten Tennessee i USA:s senat 1963-1964.
Walters studerade vid University of Tennessee. Han var verksam inom bankbranschen. Han var ledamot av Tennessee House of Representatives, underhuset i delstatens lagstiftande församling, 1933-1935.
Senator Estes Kefauver avled 1963 och guvernör Frank G. Clement utnämnde Walters till senaten. Walters ställde inte upp i fyllnadsvalet följande år och efterträddes som senator av Ross Bass.
Walters grav finns på Emma Jarnagin Cemetery i Morristown, Tennessee.